# 小舞
小舞是中國周朝用於小型的祭祀之舞，由五級樂官中的最高兩級負責，主要作為皇宮內年幼國子樂舞教育的教材。小舞有六個，帗舞、羽舞、皇舞、旄舞、干舞、人舞。